# Asclepias subverticillata
Asclepias subverticillata là một loài thực vật có hoa trong họ La bố ma. Loài này được (A.Gray) Vail mô tả khoa học đầu tiên năm 1898.

## Hình ảnh

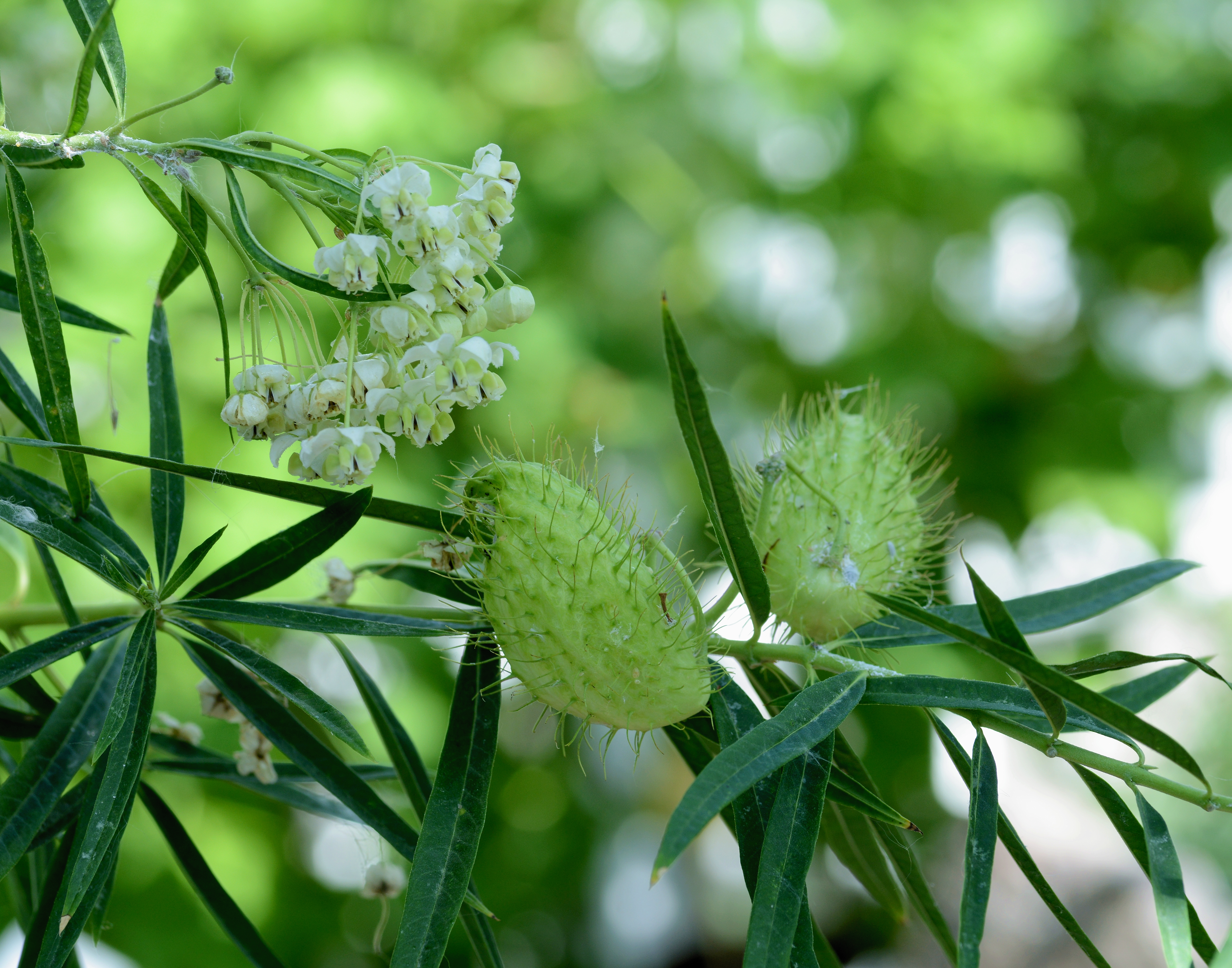
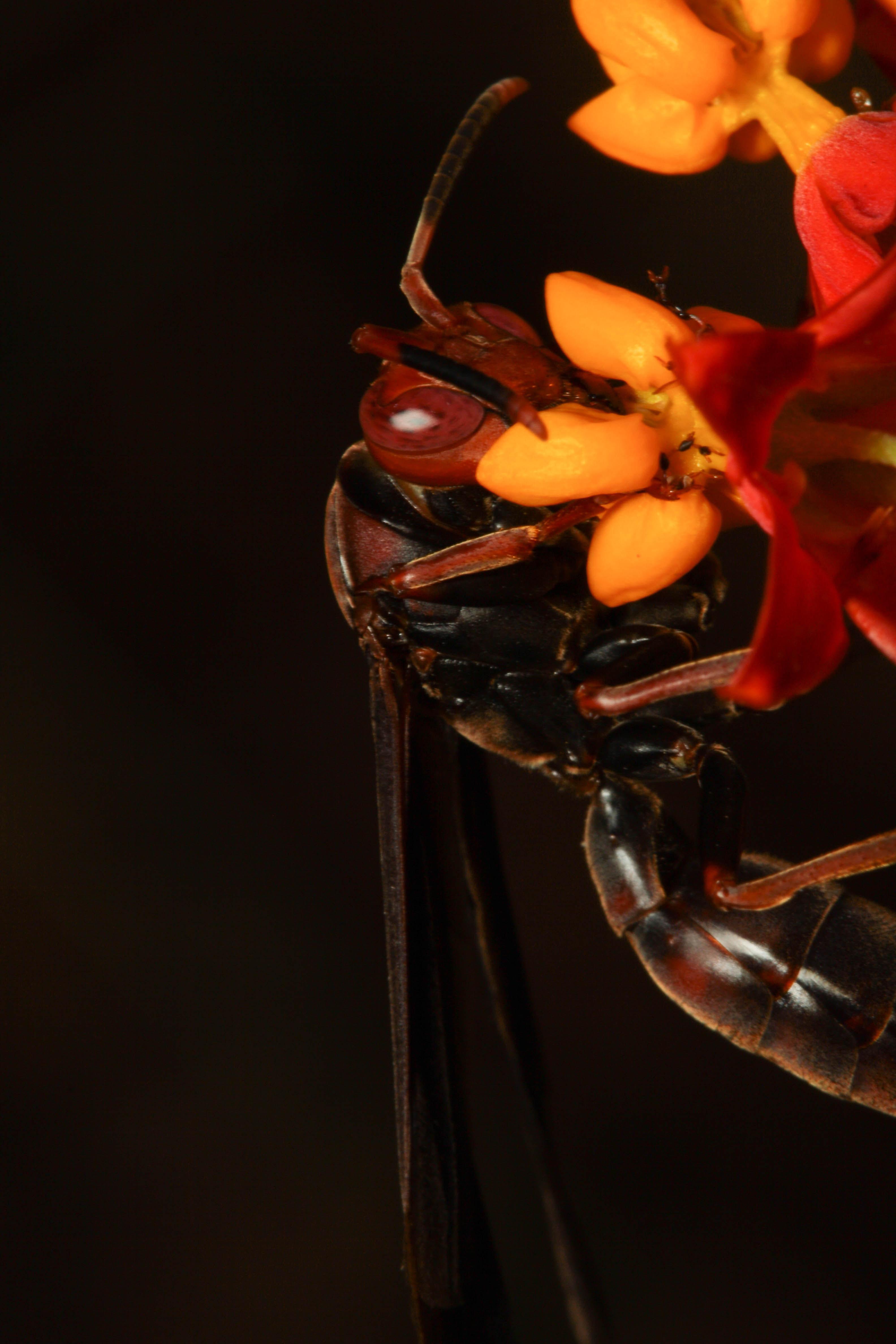